# Batalha do Lago Regilo
A Batalha do Lago Regilo foi uma lendária vitória romana sobre a Liga Latina logo depois da fundação da República Romana. Os latinos eram liderados pelo já idoso Tarquínio Soberbo, o sétimo e último rei de Roma, deposto e expulso em 509 a.C., e seu genro, Otávio Mamílio, o ditador de Túsculo. A batalha foi a última tentativa dos Tarquínios de voltarem ao trono de Roma. Segundo a lenda, Castor e Pólux lutaram pelos romanos nesta vitória.

## Contexto
A ameaça de uma invasão de Roma pelos seus antigos aliados no Lácio levaram à nomeação de Aulo Postúmio Albo como ditador. Ele escolheu Tito Ebúcio Helva para ser seu mestre da cavalaria.
O ano exato no qual a batalha ocorreu é incerto e já era assim nos tempos antigos. Lívio localiza a batalha em 499 a.C., mas afirma que algumas de suas fontes também sugerem que ela pode ter acontecido no ano do consulado de Postúmio em 496 a.C. A outra principal fonte para este período, Dionísio de Halicarnasso também concorda com esta data. Autores modernos também já sugeriram 493 a.C. ou 489 BC.
O Lago Regilo ficava no centro de uma cratera vulcânica, entre Roma e Túsculo, e foi drenado no século IV a.C.. Segundo Lívio, os volscos, uma tribo vizinha que habitava a região ao sul do Lácio, havia mobilizado um exército para ajudar na luta dos latinos contra Roma, mas a pressa do ditador romano em se engajar rapidamente no combate fez com as forças volscas chegassem atrasadas.

## Batalha
O ditador Postúmio liderou a infantaria romana e Helva, a cavalaria. Tarquínio estava com seu último filho ainda vivo, o primogênito Tito Tarquínio. Conta-se que a presença dos dois aumentou ainda mais o fervor dos romanos no combate.
Logo no início, o rei foi ferido ao tentar atacar Postúmio. O mestre da cavalaria atacou Mamílio e os dois foram feridos, Ebúcio no braço e o ditador latino, no peito, e acabou obrigado a se afastar do combate e comandá-lo à distância. Os soldados do rei, incluindo muitos romanos exilados, começaram a levar vantagem sobre as forças republicanas e os romanos sofreram um revés quando Marco Valério Voluso, cônsul em 505 a.C., foi morto por uma lança enquanto atacava Tito Tarquínio, mas Postúmio engajou sua própria guarda pessoal na luta e progresso inimigo foi interrompido.
Enquanto isso, Tito Hermínio Aquilino, famoso por ter lutado ao lado de Horácio Cocles na Ponte Sublício e cônsul em 506 a.C., atacou Mamílio e o matou; porém, ele próprio foi morto por um dardo enquanto tentava retirar os espólios de seu inimigo vencido. Como o resultado da batalha ainda era duvidoso, Postúmio ordenou que os cavaleiros desmontassem para lutar a pé, forçando os latinos a se retirarem, o que lhes permitiu capturar o acampamento latino. Tarquínio e o exército latino abandonaram o campo de batalha e o resultado foi uma vitória decisiva para os republicanos. Postúmio e seu exército voltaram para Roma e o ditador celebrou seu triunfo sobre os latinos.
Uma lenda muito popular conta que os Dióscuros, Castor e Pólux, lutaram com os romanos na forma de dois jovens cavaleiros. Postúmio ordenou então a construção do Templo de Castor e Pólux no Fórum Romano, no exato local onde os dois teriam dado de beber aos seus cavalos.
No século XIX, esta batalha foi celebrada na obra "Lays of Ancient Rome" de Thomas Macaulay.

## Consequências
Depois desta vitória, um tratado conhecido como "Foedus Cassianum" ("Tratado de Cássio") firmou uma aliança entre romanos e a Liga Latina. O tratado foi batizado em homenagem ao cônsul Espúrio Cássio. Este conflito marcou um ponto de inflexão no qual Roma tornou-se o poder dominante no Lácio, embora ainda reconhecesse a autonomia e independência de várias cidades-estado latinos. Ele estipulava que os latinos deveriam prover aliança militar aos romanos no caso de ameaças externas e que quaisquer exércitos mobilizados para este fim seriam comandados por romanos. Ele também legalizou o casamento entre cidadãos romanos e latinos, um antigo ponto de disputa, e recobrou o comércio da região.